# Xirimoier
El xirimoier (Annona cherimola), és un petit arbre del gènere Annona conreat pel seu fruit, la xirimoia. És originari dels grans altiplans del Perú i de l'Equador.
Addicionalment pot rebre els noms de pomera d'Índies i xirimoia. També s'ha recollit la variant lingüística xerimoier.

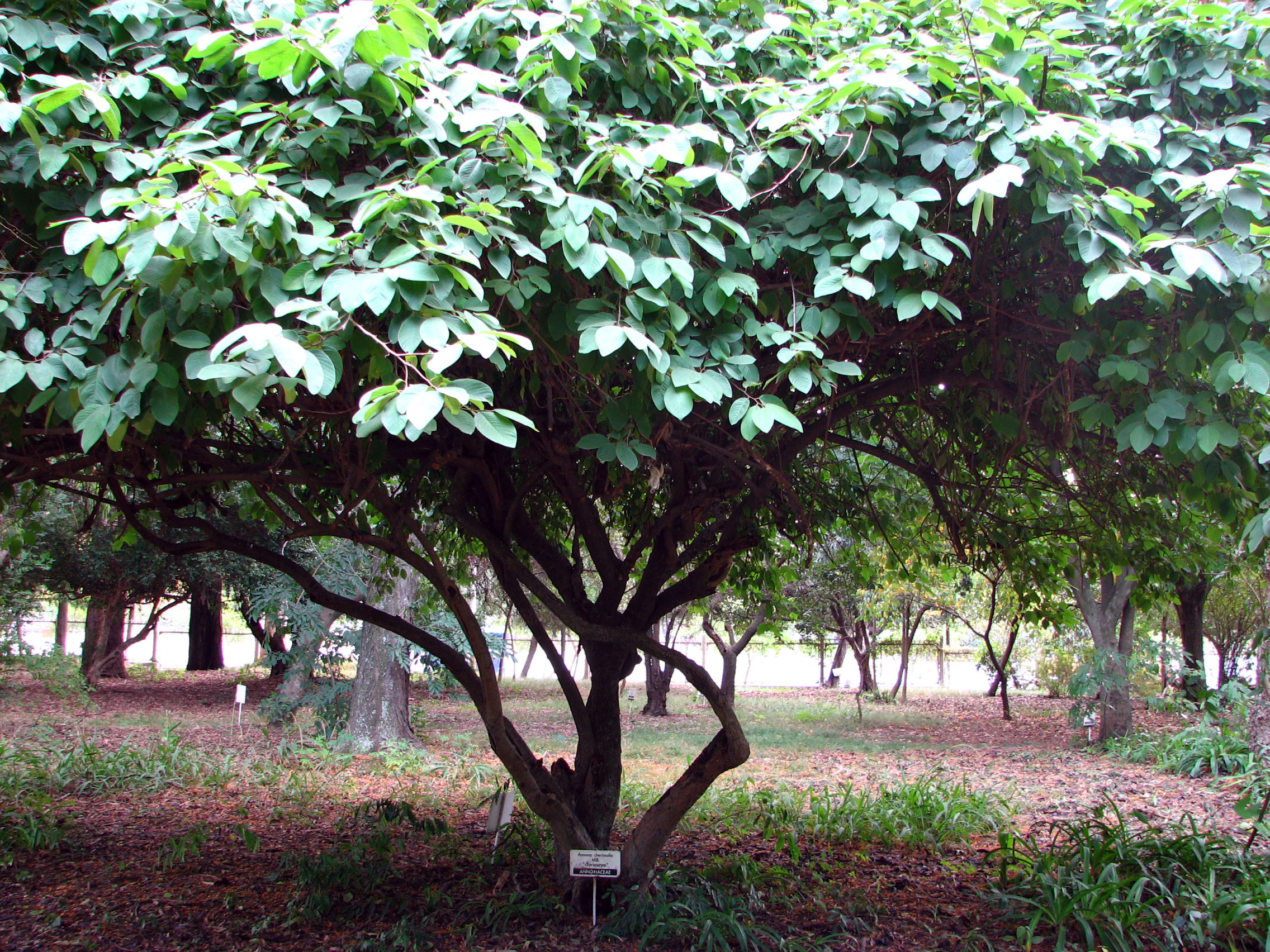
Exemplar de xirimoier

## Descripció
El xirimoier és un arbre que pot mesurar fins a deu metres d'alçada. Les seves fulles oblongues, caduques o semicaduques, són molt grans, poden assolir fins a quinze centímetres de llarg, i pengen en disposició alternada. Les flors, de dos o tres centímetres, es troben en petits grups amb sis pètals de color groc-marronós. Els fruits tenen una forma ovalada, amb la superfície recoberta del que poden semblar escates, que pot evocar una pinya de pi. El color de la pell del fruit pot anar del verd fosc a un morat marronós fosc i la seva mida acostuma a ser semblant a la d'una poma, tot i que pot assolir dimensions molt més grans, de més de quinze centímetres de diàmetre.
La paraula catalana xirimoia és una paraula provinent de l'idioma quítxua que significa llavors fredes cosa que feia referència al fet que la planta creixia en llocs elevats i freds on altres plantes tropicals ja no es podien conrear.

## Fruit
El seu fruit, la xirimoia, té forma oval, mesura de 10cm a 20cm de llarg i de 7cm a 10cm de diàmetre i té la pell gairebé llisa. La polpa és blanca amb nombroses llavors grans de color negre que són tòxiques si s'ingereixen trencades. El fruit s'utilitza per a consum alimentari humà.
Es pot conservar durant alguns dies quan es cull dur. A mesura que va madurant, la pell es va fent elàstica i tova. Quan és completament tova és el seu millor moment per al consum, i a més a partir d'aquest moment deixa de conservar-se bé. Algunes persones la mengen partint-la per la meitat i amb ajuda d'una cullera de darreries. Les llavors no són comestibles. El gust de la polpa de la xirimoia és una mica semblant al del plàtan, però molt més suau, i la textura pot fer pensar a la de la pera.
A Europa es mengen les que són exportades d'Espanya o de països d'altres continents. També es conreen en una petita quantitat a l'illa portuguesa de Madeira, encara que no en prou quantitat per a ser venudes fora de l'illa. Entre els països europeus, Espanya és on es consumeixen més xirimoies. Es conreen en la costa subtropical andalusa (Motril, Almuñécar, etc.).